# Orgyia
Orgyia is een geslacht van vlinders uit de familie van de spinneruilen (Erebidae) en de onderfamilie van de donsvlinders (Lymantriinae).

## Soorten
- Orgyia agramma (Joannis, 1929)
- Orgyia albacostata (Bethune-Baker, 1911)
- Orgyia albofasciata (Schintlmeister, 1994)
- Orgyia amphideta (Turner, 1902)
- Orgyia anartoides (Walker, 1855)
- Orgyia aneliopa (Lower, 1915)
- Orgyia antiqua (Linnaeus, 1758)  - Witvlakvlinder
- Orgyia antiquoides (Hübner, 1822)  - Heidewitvlakvlinder
- Orgyia araea (Collenette, 1932)
- Orgyia ariadne (Schintlmeister, 1994)
- Orgyia athlophora (Turner, 1921)
- Orgyia aurolimbata (Guenée, 1835)
- Orgyia australis (Walker, 1855)
- Orgyia basalis (Walker, 1855)
- Orgyia basinigra (Heylaerts, 1892)
- Orgyia cana (H. Edwards, 1881)
- Orgyia chionitis (Turner, 1902)
- Orgyia convergens (Collenette, 1938)
- Orgyia corsica (Boisduval, 1834) 
  - Orgyia corsica corsica (Boisduval, 1834)
  - Orgyia corsica nupera (Turati, 1919)
- Orgyia definita (Packard, 1865)
- Orgyia detrita (Guérin-Méneville, 1832)
- Orgyia dewara (Swinhoe, 1903)
- Orgyia diplosticta (Collenette, 1933)
- Orgyia dubia (Tauscher, 1806)
- Orgyia falcata (Schaus, 1896)
- Orgyia flavolimbata (Staudinger, 1881)
- Orgyia fulviceps (Walker, 1855)
- Orgyia hopkinsi (Collenette, 1937)
- Orgyia immaculata (Gaede, 1932)
- Orgyia josephina (Austaut, 1880)
- Orgyia leptotypa (Turner, 1904)
- Orgyia leucostigma (Smith, 1797)
- Orgyia leuschneri (Riotte, 1972)
- Orgyia magna (Ferguson, 1978)
- Orgyia malagassica (Kenrick, 1913)
- Orgyia meridionalis (Riotte, 1974)
- Orgyia mixta (Snellen, 1872)
- Orgyia nantonis (Matsumura, 1933)
- Orgyia nebulosa (Walker, 1862)
- Orgyia nigrocristata (Joicey & Talbot, 1924)
- Orgyia nubila (Candèze, 1927)
- Orgyia nupera (Turati, 1919)
- Orgyia ochrodorsalis (Rebel, 1948)
- Orgyia ochrolimbata (Staudinger, 1881)
- Orgyia orgyioides (Van Eecke, 1928)
- Orgyia osseana (Walker, 1862)
- Orgyia osseata (Walker, 1862)
- Orgyia panlacroixii (Oberthür, 1876)
- Orgyia papuana (Riotte, 1976)
- Orgyia parallela (Gaede, 1932)
- Orgyia pelodes (Lower, 1893)
- Orgyia postica (Walker, 1855)
- Orgyia prisca (Staudinger, 1887)
- Orgyia pseudotsugata (McDunnough, 1921)
- Orgyia ramburii (Mabille, 1867)
- Orgyia recens (Hübner, 1819)
- Orgyia rindgei (Riotte, 1972)
- Orgyia rupestris (Rambur, 1832)
- Orgyia sarramea (Holloway)
- Orgyia semiochrea (Herrich-Schäffer, 1855)
- Orgyia senica (Hampson, 1900)
- Orgyia septentrionalis (Ranguow(?), 1935)
- Orgyia splendida (Rambur, 1842)
  - Orgyia splendida arcerii (Ragusa, 1923)
  - Orgyia splendida splendida (Rambur, 1842)
- Orgyia thyellina (Butler, 1881)
- Orgyia thyellina (Butler, 1881)
- Orgyia triangularis (Namura, 1938)
- Orgyia tricolor (Herrich-Schäffer, 1856)
- Orgyia trigotephras (Boisduval, 1829)
  - Orgyia trigotephras sicula (Staudinger & Rebel, 1901)
  - Orgyia trigotephras trigotephras (Boisduval, 1829)
- Orgyia turbata (Butler, 1879)
- Orgyia vaporata (Hering, 1926)
- Orgyia varia (Walker, 1862)
- Orgyia vartiani (Ebert, 1974)
- Orgyia vetusta (Boisduval, 1852)
- Orgyia viridescens (Walker, 1855)